# 上泉泰綱
上泉 泰綱（かみいずみ やすつな、? - 慶長5年9月29日（1600年11月4日））は、戦国時代の武将。上泉主水の名で知られる。会津一刀流剣術の開祖。
出自については諸説あるが、通説によれば剣豪として有名な上泉信綱の嫡男秀胤の子とされる。後北条氏に仕えていた父が第二次国府台合戦で戦死した後に家督を継ぐが、小田原征伐で後北条氏が没落すると浪人になったとされている。
慶長5年（1600年）の関ヶ原の戦い直前に、上杉景勝に軍備強化の一環で仕官を求められたとき、それに応じて上杉氏の家臣となり、直江兼続の配下となった。そして最上氏との戦いである長谷堂城の戦いで、最上氏の武将・志村光安と戦ったが、敗れて戦死した。主水塚という合戦後村人たちが泰綱や戦死者を埋葬供養した塚が長谷堂城跡付近に残っている。また、山形市柏倉には主水の首塚と伝わる石祠が残されている。
泰綱の娘の元へ志駄義秀の子が養子として入婿し、300石で跡を継ぎ上泉秀富と名乗った。以降子孫は米沢藩士として続く。海軍中将・上泉徳弥は子孫にあたる。

## 関連作品

### 小説
- 『叛旗兵』（1976年、山田風太郎）
- 『剣の漢』（『上杉かぶき衆』中の短編）（2009年、火坂雅志）